# Saint-Paul-Flaugnac
Saint-Paul-Flaugnac község Franciaország Okcitánia régiójában, Lot megyében. Új községként 2016. január 1-jén jött létre Flaugnac és Saint-Paul-de-Loubressac korábbi községek egyesítésével. Lakosainak száma 981 fő (2022. január 1.).

## Népesség
| Lakosok száma | 997  | 1000 | 1003 | 994  | 984  | 981  |
|               | 2017 | 2018 | 2019 | 2020 | 2021 | 2022 |